# Guayanilla
Guayanilla es un municipio del Estado Libre Asociado de Puerto Rico, ubicado al sur de la isla. Es un conjunto de ciudad y puerto, al oeste de la bahía de Guayanilla, en el que existen refinerías de petróleo abandonadas, un complejo petroquímico y una planta de generación energética con gas natural. 
Se encuentra situado en la costa sur a unas 13 millas de Ponce. Limita con Adjuntas por el norte, el mar Caribe por el sur, Peñuelas por el este y Yauco por el oeste. Guayanilla está repartida en 17 barrios y Guayanilla Pueblo, el centro administrativo y principal pueblo del municipio.

## Topografía
La cordillera Central bordea su parte norte. En los barrios Pasto y Jagua Pasto, presenta alturas que alcanzan hasta 1000 metros (3280 pies) sobre el nivel del mar. Hacia su parte central el relieve desciende notablemente: el cerro Alto (barrio Consejo) tiene 430 metros (1410 pies); el de la Tuna (en Jaguas), 290 metros (951 pies) y Las Cruces (en Consejo) y Candiles (en Quebradas), así como los montes de Barina y el cerro Toro, ya próximos a la costa, todos son mucho menores que el de la Tuna. En el centro-oeste en el límite de los barrios Sierra Alta de Yauco y Sierra Baja de Guayanilla, se alza el cerro de las Avispas cuyo punto culminante llega a 710 metros (2329 pies). En el centro-este, en el límite de los barrios Macaná de Peñuelas y Quebrada Honda de Guayanilla, está el cerro El Peligro. El mismo en Peñuelas alcanza los 890 metros (2920 pies) de altura sobre el nivel del mar.
Discurren por el municipio tanto el río Guayanilla como una parte del río Grande de Yauco. Ambos ríos drenan una depresión que se suelda con la llanura costera meridional, formando la bahía de Guayanilla, en donde se ubica el pueblo. El clima tropical lluvioso es por su localización costera y su parte sudoccidental es más seca. Las temperaturas altas y la posibilidad de riego permitiría cultivar toda una gama de productos agrícolas tropicales, en cambio, es una zona de cultivo de guineos y mangos.

## Barrios

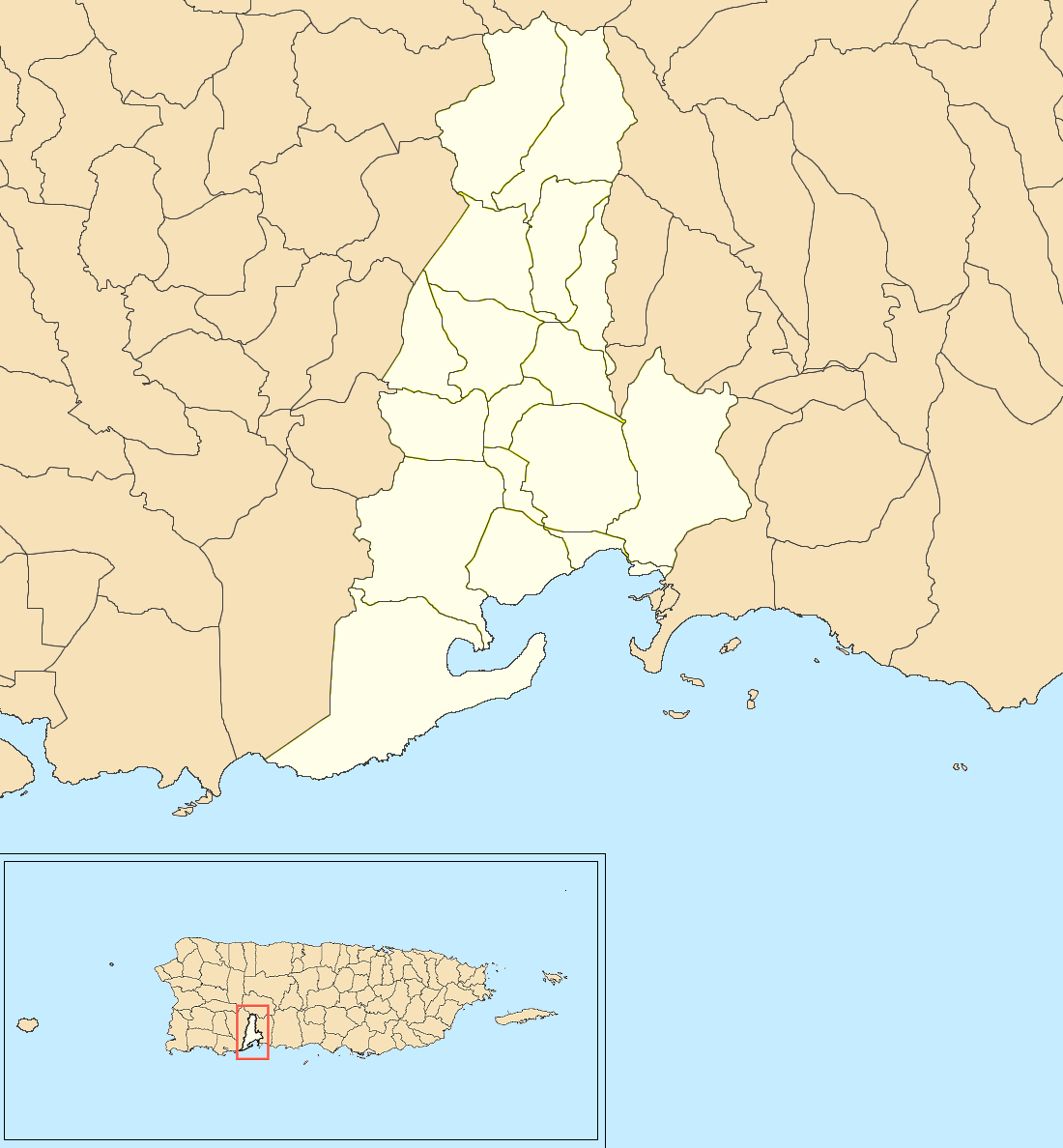
Barrios

Población entre paréntesis
- Barrero (1033)
- Boca (1263)
- Cedro (14)
- Consejo (883)
- Guayanilla Pueblo (4832)
- Indios (2339)
- Jagua Pasto (162)
- Jaguas (1275)
- Llano (841)
- Macaná (1446)
- Magas (3465)
- Pasto (360)
- Playa (1317)
- Quebrada Honda (446)
- Quebradas (2609)
- Rufina (210)
- Sierra Baja (576)

Total: 23 072

## Historia
Guayanilla constituye uno de los pueblos de mayor profundidad histórica en la isla. Ciudad que narra su historia desde los inicios de la colonización y albergue natural del cacique Agüeybaná.
Su origen data desde el antiguo poblado de Santa María de Guadianilla, el cual fue fundado en 1511 por Don Miguel del Toro por disposición de Juan Ponce de León, y destruido por corsarios franceses, siendo trasladados sus restos a las lomas de Santa Marta conocido hoy como San Germán. En el 1756 se fundó Yauco y Guayanilla pasó a ser barrio de este municipio. Fue ganando importancia Guayanilla y fue creciendo ya que estaba situado en muy buenas tierras y en él se hallaba el puerto donde se llevaba a cabo todo el tráfico exterior. Lo fértil de sus tierras y su puerto permitieron a los habitantes cultivar la caña de azúcar convirtiendo el lugar en uno de uso agrícola, y próspero. Para 1831 tenía una población más numerosa que la del pueblo de Yauco. La declaración como pueblo por orden de gobernador Don Miguel de la Torre, fue el 27 de febrero de 1833, siendo su primer alcalde Don Ramón González Bustamante y conocida como su segunda fundación.  
Entre los fundadores había catalanes, venezolanos, franceses y criollos. Los españoles le pusieron el nombre de Guadianilla en recuerdo del río del mismo nombre en España. Luego se convirtió en Guayanilla, pues éste era un vocablo más afín al uso, por existir en el dialecto indígena. Su actual alcalde es Raúl Rivera Rodríguez (Partido Nuevo Progresista) es el alcalde de Guayanilla en Puerto Rico. Asumió el cargo el 2 de enero de 2021. Su mandato actual expira el 8 de enero de 2029.

## Símbolos

### Escudo

#### Descripción
El escudo cuartelado: Primero y cuarto, en campo de sinople; una ermita acompañada de cuatro casas, dos a cada lado, todas de plata, aclaradas de gules puestas en situación de faja: la ermita del primer cuartel acompañada también, en el cantón diestro del jefe, de una estrella de plata de ocho rayos: segundo y tercero, de plata, con un león rampante de sinople, encendido en plata y armado y lampasado de gules: el primer león sosteniendo en su diestra una flor de gules, en el segundo, con ambas manos, una flecha del mismo color, punta arriba: entado en punta de oro, con un áncora de azur y brochante sobre el todo, en abismo, un escusón de gules, cargado de una corona mural de oro, de tres torres, mazonadas de sable y aclarada de sinople. El escudo puede colocarse entre dos tallos de caña de azúcar, con sus dos hojas, de sinople, cruzadas por lo bajo y dibujadas al modo convencional heráldico.

#### Simbolismo
La ermita y las casas representan un pueblo cristiano primitivo de Puerto Rico, específicamente el de Santa María de Guadianilla o San Germán el Nuevo, que estuvo establecido en las márgenes del río Guayanilla, a mediados del siglo XVI. La estrella simboliza Nuestra Señora, titular de la población, y la faja ondeada, al río. La repetición de este tema, sin la estrella, en el último cuartel, alude a la segunda fundación de Guayanilla, en el año 1833.
El león está tomado, con alteración de su esmalte, del blasón de los Ortiz de Almendralejo, Extremadura, de donde procedió don Rodrigo Ortiz Vélez, alcalde y defensor de Santa María de Guayanilla, y fundador de San Germán de las Lomas de Santa Marta, lugar al que se trasladó la primitiva población, hacia el año 1570. Representa, además, el valor y la intrepidez con que don Rodrigo y sus hombres defendieron el poblado, contra dos ataques e intentos de invasión: Uno por corsarios franceses y otro por indios caribes. La primera victoria está simbolizada por la flor de lis y la segunda por la flecha, que en este caso representa a los combates. La corona antigua, que se figura en el escusón rojo del centro, representa al cacique Agüeybaná, principal de los monarcas indígenas de Borinquén, cuyo yucayeque estaba ubicado en la región de Guianía, donde hoy se asientan Guánica, Yauco y Guayanilla.
El ancla azul, en campo de oro, simboliza la playa y el puerto de Guayanilla.
La corona mural es insignia con que se identifican los escudos municipales. Es símbolo de la unidad que debe caracterizar a los habitantes de una población o municipalidad en la defensa de su autonomía, conservación de sus tradiciones históricas y promoción del bien común.
Los tallos de caña de azúcar indican que Guayanilla está ubicada en la zona cañera, y la importancia que la industria del azúcar ha tenido en la historia del pueblo.

### Bandera

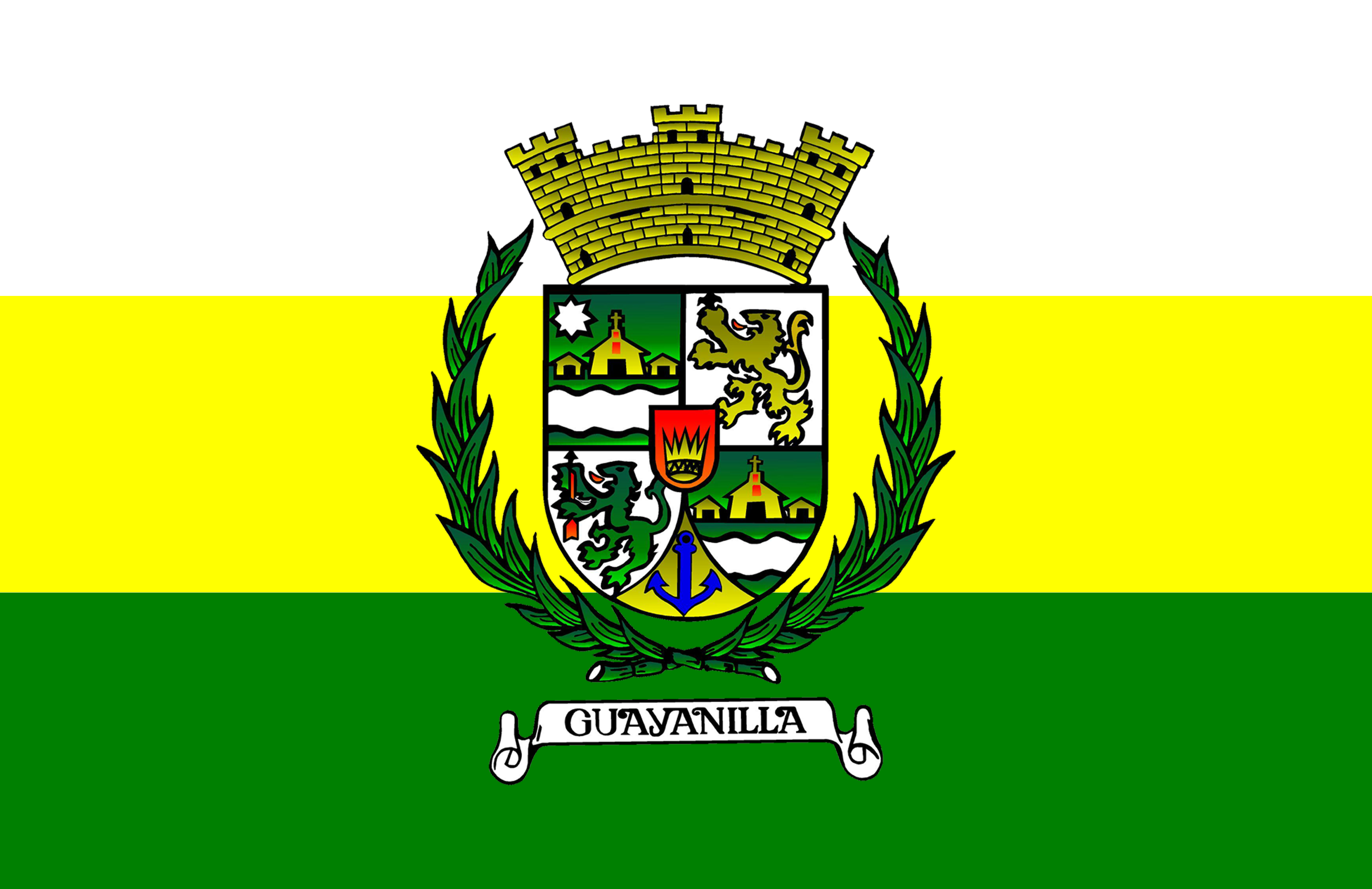

La bandera de Guayanilla ostenta los principales colores del escudo. Consta de tres franjas horizontales de igual anchura: blanca la superior, amarilla la central y verde la inferior.

#### Significado de los colores
Blanco - Pureza. Recuerda que la patrona del pueblo es la Inmaculada Concepción. 
Amarillo - Símbolo del temperamento con que los habitantes afrontaron a los ataques de las naciones enemigas de España. 
Verde - La esperanza que albergaron los guayanillenses al depender de la agricultura sembrando caña de azúcar en sus valles, porque la industria principal de ese mismo pueblo para ese entonces era la azucarera.

## Alcaldes
- Eustaquio Torres Torres (1900)
- Enrique Chevalier (1902)
- Antonio Arias (1904)
- Eustaquio Torres Torres (1906, 1908, 1910)
- Rafael D. Dapena y Pacheco (1912, 1914 y 1916)
- Isaías Rodríguez López (1920)
- Benigno Rodríguez Pietri (1924 y 1928)
- Rafael A. Merlo Echevarría (1932 y 1936)
- Enrique Torres (1940)
- Julio Rojas Reyes (1944, 1948, 1952, 1956 y 1960)
- Juan Torres Irizarry (1964, 1968 y 1972)
- Carlos Torres Torres (1976)
- José A. Rodríguez Irizarry (1980 y 1984)
- Ceferino Pacheco Giudicelli (1988, 1992 ,1996 y 2000 )
- Edgardo Arlequín Vélez (2000, 2004, 2008, 2012)
- Nelson J. Torres Yordán (2016 y 2020)
- Raúl Rivera Rodríguez (2020 y 2024)